# Ъ
Ъ, Ъъ (jer, jor, twardy znak) – podstawowa litera cyrylicy, używana dzisiaj:
- w rosyjskim – do oznaczenia, że spółgłoskę i samogłoskę jotowaną wymawia się oddzielnie (w językach białoruskim i ukraińskim zastępowana jest przez apostrof);
- w języku bułgarskim – dla oddania dźwięku [ə];
- w języku tadżyckim i cyrylicy uzbeckiej jako hamza, reprezentując zwarcie krtaniowe;
- w innych językach mniejszościowych w Rosji.

Pierwotnie (w języku staro-cerkiewno-słowiańskim) oznaczał jer twardy, czyli głoskę wymawianą jak ŭ (bardzo krótkie u), często występujące na końcu wyrazów starosłowiańskich (jako kontynuacja końcówki praindoeuropejskiej; por. łacińskie -us, sanskryckie -as czy starogreckie -os). Wskutek tego (na zasadzie analogii) w późniejszych wiekach stosowany był we wszystkich językach wykorzystujących cyrylicę (np. w języku rosyjskim do reformy z 1917/1918 roku, a w języku serbskim do reformy Vuka Karadžicia) także na końcu wszystkich wyrazów kończących się na spółgłoskę (jako znak kończący słowo).

## Kodowanie
| Znak                   | Ъ                                 | Ъ                                 | ъ                               | ъ                               |
| ---------------------- | --------------------------------- | --------------------------------- | ------------------------------- | ------------------------------- |
| Nazwa w Unikodzie      | Cyrillic Capital Letter Hard Sign | Cyrillic Capital Letter Hard Sign | Cyrillic Small Letter Hard Sign | Cyrillic Small Letter Hard Sign |
| Kodowanie              | dziesiątkowo                      | szesnastkowo                      | dziesiątkowo                    | szesnastkowo                    |
| Unicode                | 1066                              | U+042A                            | 1098                            | U+044A                          |
| UTF-8                  | 208 170                           | d0 aa                             | 209 138                         | d1 8a                           |
| Odwołania znakowe SGML | &#1066;                           | &#x042A;                          | &#1098;                         | &#x044A;                        |
| Macintosh Cyrillic     | 154                               | 9A                                | 250                             | FA                              |
| Windows-1251           | 218                               | DA                                | 250                             | FA                              |
| Code page 866          | 154                               | 9A                                | 234                             | EA                              |
| Code page 855          | 159                               | 9F                                | 158                             | 9E                              |
| KOI8-R i KOI8-U        | 255                               | FF                                | 223                             | DF                              |